# 17235 Ellawesson
17235 Ellawesson este o planetă minoră (asteroid), cu un diametru de 9,16 km, din centura de asteroizi. A fost descoperită pe 4 martie 2000 la Magdalena Ridge Observatory⁠(d) de Lincoln Near-Earth Asteroid Research. 
Obiectul prezintă o orbită caracterizată de o semiaxă mare de 3,1459112 UAi, o excentricitate de 0,12, o înclinație de 17,31225 ° în raport cu ecliptica.